# Santa Elena (Mexique)
Pour les articles homonymes, voir Santa Elena.
Santa Elena est un village situé dans la municipalité du même nom, une des 106 municipalités formant l’état du Yucatán au Mexique, approximativement à 15 kilomètres au sud-est du site archéologique d’Uxmal et à 96 kilomètres de Mérida, capitale de l’état.
La municipalité est limitrophe de l'état de Campeche et comprend 2 agglomérations principales, dont la population se distribue de la façon suivante :
- Santa Elena : 3 252
- San Simon : 357
- Autre : 8
- Total pour la municipalité : 3 617

Fête principale : du 10 au 24 janvier, Festival en l’honneur du Christ D’Amour. 

## Géographie
Malgré des pluies assez abondantes, la péninsule du Yucatán n’a pas de véritables rivières, hormis quelques ruisseaux côtiers. L’eau coule plutôt par des voies souterraines qui perforent le sous-sol de cette vaste portion calcaire en créant des cénotes dans la partie nord de l’état et des grottes dans sa partie sud c'est-à-dire toute la région qui entoure Santa Elena.
La municipalité est bordée par 2 chaînes de collines ; dans sa partie nord-est par la Sierrita de Ticul d’une altitude de 100 mètres en moyenne, et dans sa partie sud par les collines du Puuc, le village de Santa Elena est à 50 mètres au-dessus du niveau de la mer. Son climat est tropical avec des averses annuelles de 1 100 mm en moyenne, il y a 2 saisons très marquées; la saison des pluies de juin à octobre et la saison sèche de novembre à mai, la température moyenne est de 25,5 °C. Les vents dominants sont du sud sud-est qui viennent des Caraïbes, ce sont des vents chauds et humides à la saison des pluies, ils s’alternent en hiver de novembre à mars avec des vents du nord qui rafraichissent et donnent des températures descendant à 6 °C ou 8 °C.

## Histoire
Des vestiges archéologiques prouvent que le village de Santa Elena fut pendant la période du Classique Maya (300-1000 A.J.C.) un village indigène maya du nom de Nohcacab.
À l’époque précolombienne le village appartenait au cacique de Tutul Xiú, au moment de la conquête du Yucatán au XVIe siècle il était, comme toute la région, pratiquement abandonné. Au moment de l’occupation coloniale espagnole il fut une commanderie, c'est-à-dire une  petite communauté payant un tribut à l’église et aux autorités espagnoles, dont la population se composait de plusieurs ethnies à la fois des indiens mayas, des  espagnols, des métis et des mulâtres. C’est en 1627 qu’il est fait mention pour la première fois de cet endroit.

Après l’indépendance du Yucatán, Nohcacab (Santa Elena) fut inclus dans le Partido de Ticul (le village de Santa Elena ne fut constitué en municipalité qu'en 1918).  Au début de 1840, l’explorateur John Lloyd Stephensse servit de cette petite communauté comme une base d’où lui et ses compagnons partaient explorer la région Puuc : grâce à cela nous avons ses récits décrivant le peuple de Nohcacab et sa culture, ainsi que les dessins de Frederick Catherwood dévoilant cette communauté et les vestiges archéologiques aux alentours.
Nohcacab fut attaqué, et même incendié plusieurs fois : la seconde fois en 1849, pendant la révolte indigène appelée La Guerre des castes : le village fut dévasté et la plupart de sa population espagnole et criollo émigra à Mérida. C’est à cette période que le village fut officiellement rebaptisé Santa Elena.
En 1865, 443 colons allemands d’origine humble s’installèrent à Santa Elena formant la colonie agricole de « Villa Carlota » ; un second groupe de 225 allemands arriva en 1866 pour former une autre colonie à Pustunich, village situé à une vingtaine de kilomètres de Santa Elena. Cette migration fut ordonnée par l’Empereur Maximilien Ier du Mexique installé sur le trône du Mexique par Napoléon III. Le responsable de la colonie Villa Carlota était le Commissaire Imperial du Yucatán, José Salazar Ilarregui.
Avec l’arrivée de ces immigrés allemands, le village commença à vivre quelques changements. Cependant cette colonie agricole disparut en 1867 au moment de la chute de Maximilien ; quelques familles allemandes restèrent au village et se mélangèrent à la population locale.

## Économie
L’agriculture est la principale activité économique. Les cultures du maïs, des haricots, cacahuètes, courges, piments et des citriques sont les plus considérables.
Le tourisme est également une activité importante pour le village qui se trouve au centre des sites archéologiques d’Uxmal et Kabah, et tous les autres sites de la région Puuc.

## Sites d’intérêt touristique
A Santa Elena, il y a un temple en l’honneur de San Mateo, construit au XVIIIe siècle, avec des retables datant du XIXe siècle. Il est construit à la place d’un temple maya, sur un énorme promontoire sur le côté nord de la place ; l’escalier pour y accéder, aujourd’hui entièrement recouvert de ciment, date de l’époque précolombienne et est composé uniquement de pierres taillées.
Au mois d’août 1980, des travaux de réfection du sol de l’église mirent à découvert de façon fortuite 12 cercueils qui contenaient les corps d’enfants à moitié momifiés. En 2001, 21 ans après leur découverte, les corps à demi momifiés retournèrent à Santa Elena pour être exposés dans le presbytère, restauré et conditionné à cet effet, il devint le « Musée des Momies ».
Dans les environs se trouvent les vestiges archéologiques de la civilisation maya de grande importance comme Uxmal, Kabah, Sayil, Xlapak et Labná, et d’autres sites comme Nohpat, Xcoch et Mulchic qui n’ont pas été restaurés et qui appartiennent tous à la région Puuc, ce mot maya signifiant collines et correspondant également au style architectural de cette région.
Santa Elena, comme toutes les agglomérations de cette région, est riche en histoire et culture maya. La ville de Maní abrite un vieux monastère franciscain qui y fut établi en 1549.